# Franz Anton Xaver Hauser

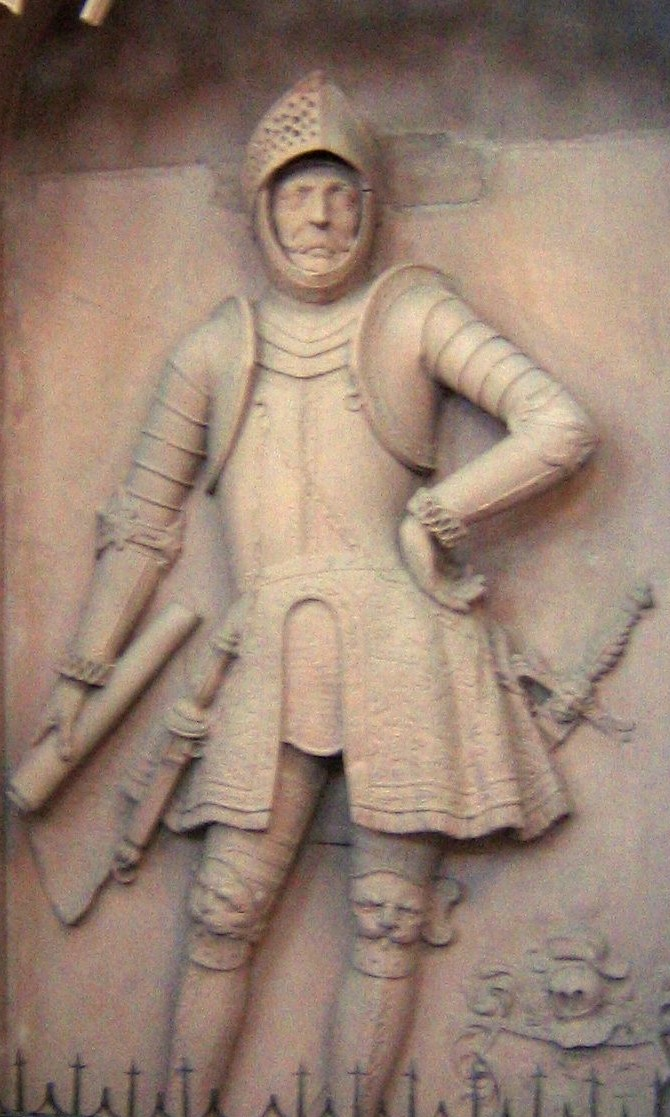
Berthold III. im Freiburger Münster

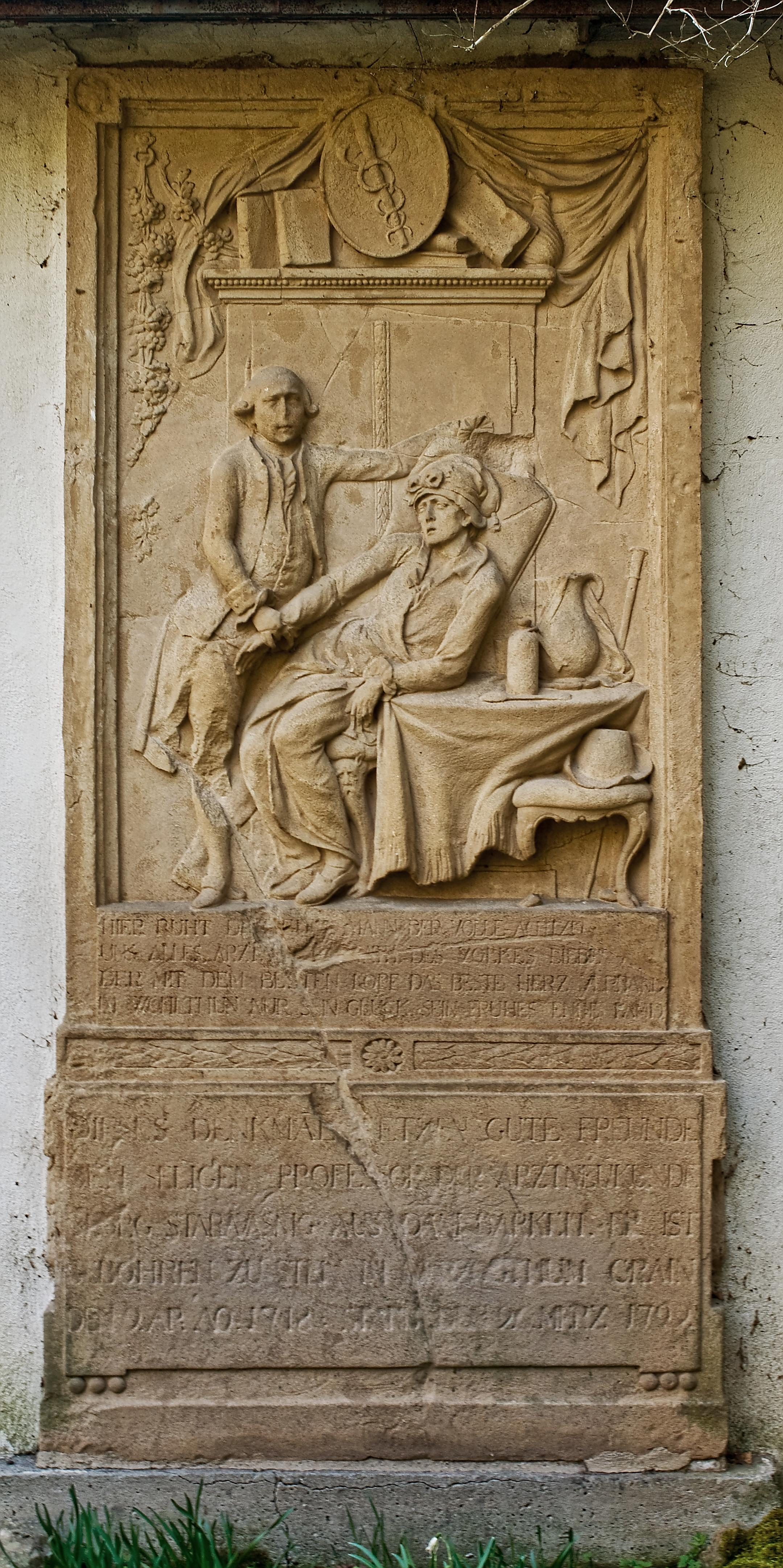
Grab von Georg Staravasnig mit Relief Arzt bei der Krankenbehandlung vermutlich nach einem Entwurf von Johann Christian Wentzinger

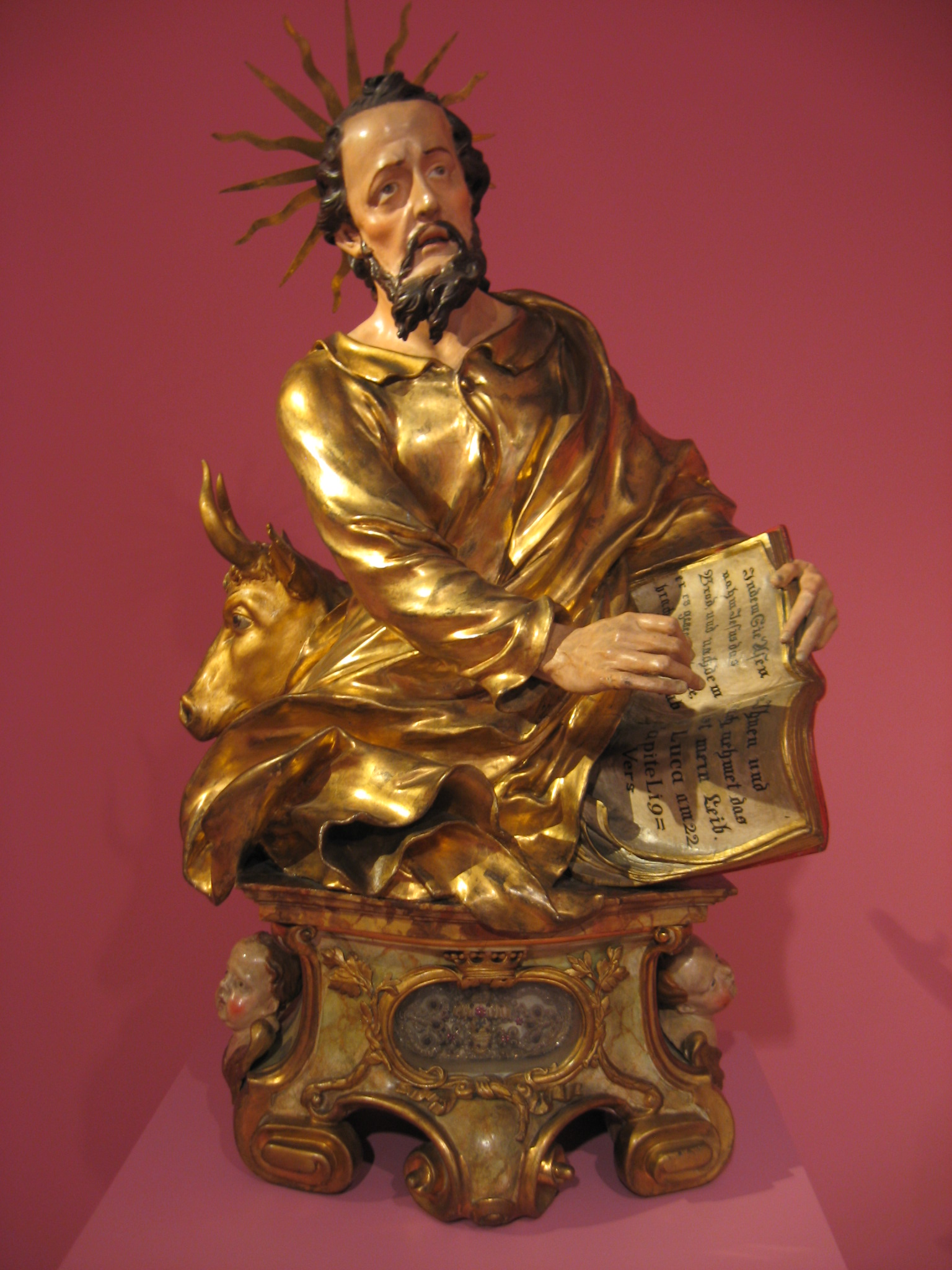
Zunftbüste, Evangelist Lukas, vermutlich nach Entwurf von Wentzinger, Augustinermuseum Freiburg

Franz Anton Xaver Hauser („Hauser V“ nach Hermann Brommer; * 23. Januar 1739 in Freiburg im Breisgau; † 25. Januar 1819 ebenda) war ein deutscher Bildhauer.

## Leben
Er gehört wie sein Vater Franz Xaver Anton Hauser (1712–1772) zu der großen Breisgauer Bildhauersippe der Hauser. Er erlernte sein Handwerk in der väterlichen Werkstatt in der Freiburger Nußmannstraße, die er nach dem Tod des Vaters übernahm, später aber einer Erbschaftsregelung wegen verlassen musste. Im Jahr 1774 folgte die Aufnahme in die Bauzunft zum Mond. 1777 heiratete er und hatte mit seiner Frau neun Kinder. Die Notwendigkeit, in Freiburg mehrfach umzuziehen, und der frühe Tod seiner Frau 1795 brachten ihn in wirtschaftliche Schwierigkeiten. Sein Freund und Kollege Johann Georg Riescher übernahm die Vormundschaft seiner Kinder. Mit Hilfe seiner drei Söhne, die alle Bildhauer wurden, konnte Hauser die Werkstatt weiterführen. Nach seinem Tod übernahm sie sein ältester Sohn Joseph Xaver Hauser (1788–1842) („Hauser VIa“), mit dem der letzte Hauser-Bildhauer starb. Dessen Bruder und Kollege Franz Xaver Hauser („Hauser VIc“) war bereits vier Jahre zuvor verstorben.
Den Großteil seines Lebensunterhalts bestritt Franz Anton Xaver Hauser durch die Erstellung von Grabsteinen.

## Werk
War der Vater noch ein Künstler des Rokoko gewesen, so arbeitete Franz Anton Xaver je nach den Wünschen seiner Auftraggeber in verschiedenen Stilen, nicht zuletzt in der Manier der Neugotik. Sein lange Zeit populärstes Werk in Freiburg, die Figur Bertholds III. von Zähringen auf dem Bertoldsbrunnen, wurde beim Luftangriff auf Freiburg am 27. November 1944 zerstört.
Zu den erhaltenen Werken gehören:
- Reliquienbüsten der Freiburger Zünfte, die schadhafte Büsten des Urgroßvaters Johann Georg Hauser (II) aus der Mitte des 17. Jahrhunderts ersetzten, um 1775;
- zwei Statuen der hl. Ottilie in der St. Ottilien-Kapelle in Freiburg, 1780
- die Madonna auf dem Altar der Freiburger Lorettokapelle, 1784;
- Bildhauerarbeiten in der katholischen Pfarrkirche St. Leodegar in Bad Bellingen, 1791–1797;
- die Denkmäler der vier Zähringer Berthold II., Rudolf von Lüttich, Konrad I. und Berthold IV. an den Chorschranken im Freiburger Münster, 1793–1795;
- der Schalldeckel der gotischen Kanzel im Freiburger Münster, 1795 (unter Anleitung von Johann Christian Wentzinger);[3][4]
- das Grabmal Wentzingers auf dem Alten Friedhof in Freiburg, 1797;
- das Grabmal des 1792 gestorbenen Medizinprofessors Georg Carl Staravasnig, vielleicht nach Entwurf von Wentzinger, ebenfalls Alter Friedhof;[1]
- das Denkmal für fünf in Freiburg gestorbene Mönche des Klosters St. Peter auf dem Schwarzwald, die nach der Säkularisation 1806 das Kloster hatten verlassen müssen (1817), Auftrag des ehemaligen Abtes Ignaz Speckle, heute in der Vorhalle der Michaelskapelle auf dem Alten Friedhof, zuvor in einer Nische der Friedhofsmauer;[5]
- Grabsteine für Thomas Bonauer (1812) sowie für H. Ferenbach und Fr. Xav. Hiller (1812/13) als Reliefplatten an der Kirche St. Cyriak und Perpetua.[3]
- die Maria Immaculata auf dem Kronen- oder Marienbrunnen in Staufen im Breisgau[6]

Abendmahlsgruppe im Freiburger Münster

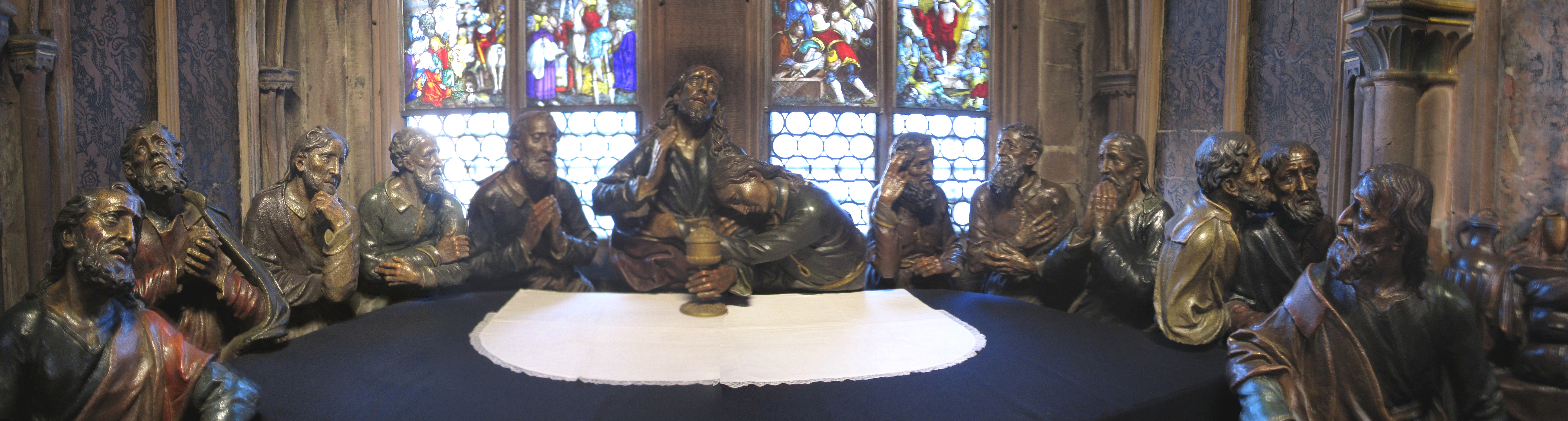
Die Abendmahlsgruppe im Freiburger Münster

Die Abendmahlsgruppe in einer Kapelle am nördlichen Seitenschiff des Freiburger Münsters von 1805 ist Franz Xaver Hausers bekanntestes Werk. Sein Auftrag lautete, „das Abendmahl in 13 Figuren, die sich der Lebensgröße so nähern, als es der Innere Kapellenraum und der Tisch- oder Altarstein, an dem sie im Halbzirkel sitzen, zuließen, aus Stein zu bilden und zu gruppiren“. Das ist ihm nach seinem Biographen Hermann Brommer gelungen:

„In der Tat schuf F. A. X. Hauser dreizehn steinerne Figuren, deren Gesichter und Hände er mit sehr viel Hingabe an das Werk ausarbeitete und die als gelungen zusammengefügte Gruppe auch heute noch die Betrachter beeindrucken.“